# 익산 혜봉원 목조석가여래삼존상

익산 혜봉원 목조석가여래삼존상(益山 慧峰院 木造釋迦如來三尊像)은 대한민국 전북특별자치도 익산시 혜봉원에 있는 불상이다. 2001년 9월 21일 전라북도의 유형문화재 제190호로 지정되었다.

## 개요
혜봉원의 법당인 불이정사(不二精舍)에 모셔져 있는 삼존상 가운데 석가여래좌상과 보현보살상이다. 불이정사의 삼존상은 석가여래좌상을 가운데 두고 양옆에 보현보살과 문수보살이 자리하고 있는데, 문수보살은 잃어버려 최근에 만들어 놓은 것이다. 가운데 자리하고 있는 석가여래좌상은 작은 소라모양의 머리칼을 붙여 놓은 머리형태를 하고 있으며 정수리 부분에 상투모양의 육계가 뚜렷하게 표현되어 있다. 두텁게 표현된 옷자락은 양어깨를 모두 감싸고 흘러 내려 무릎까지 덮고 있다. 오른손을 무릎 위에 올리고 손끝이 땅을 향한 손모양을 하고 있는데, 이것은 악귀를 물리친다는 의미의 항마촉지인(降魔觸地印)이다. 고개를 약간 앞으로 숙인 자세를 하고 있는 보현보살상은 머리에 화려한 보관을 쓰고 있으며, 얼굴은 석가여래좌상과 비슷한 모습이다. 화려한 보관 아래로 흘러내린 머리칼은 양어깨까지 내려와 있다. 오른손은 어깨 부근으로 올려 엄지와 중지를 맞대고 있으며, 왼손은 왼무릎 위에 놓고 역시 엄지와 중지를 맞대고 있다. 이 삼존상은 조선 숙종 38년(1712)에 부안의 도솔암에서 만들어진 것으로, 특히 보현보살의 경우 보살상이 흔히 연꽃가지를 들고 있는데 비해 불상과 같은 손모양을 하고 있는 것이 주목된다. 불상이 만들어진 사연을 알 수 있는 기록이 남아 있고 조선 후기 불상 양식을 잘 표현한 것으로 평가된다.

## 참고 자료
- 혜봉원목조석가여래삼존상 - 국가유산청 국가유산포털